# Steve Cardenas
Stephen Antonio "Steve" Cardenas, född 29 maj 1974 i Hampton i Virginia, är en amerikansk kampsportsutövare och skådespelare med puertoricansk och spansk härkomst. Han är mest känd för att spela rollen som Rocky DeSantos i superhjälteserierna Mighty Morphin Power Rangers och Power Rangers Zeo. Hans karaktär ersätter Austin St. Johns karaktär Jason Lee Scott som den röda Rangern i den förstnämnda serien.
Cardenas föddes på den militära flygbasen Langley Air Force Base i Hampton, Virginia, och växte sedan därefter upp i San Antonio, Texas. Han började utöva kampsport när han var cirka tolv år gammal, och fick som sextonåring svart bälte i taekwondo. Han har senare även fått femte gradens svarta bälte i denna kampsport, samt andra gradens svarta bälte i brasiliansk jiu-jitsu.

## Filmografi (i urval)

### Filmer
- 1995 – Mighty Morphin Power Rangers: Filmen
- 1997 – Turbo: A Power Rangers Movie
- 2023 – Mighty Morphin Power Rangers: Once & Always

### TV-serier
- 1994–1996 – Mighty Morphin Power Rangers (TV-serie) (även 2023, 30-årsspecial)
- 1996 – Power Rangers Zeo (TV-serie)
- 1997 – Power Rangers Turbo (TV-serie)
- 2018 – Power Rangers Ninja Steel (TV-serie) (säsongen Super Ninja Steel)